# Матиас, Уильям
Уильям Матиас (англ. William Mathias, валл. William Mathias; 1 ноября 1934, Уитленд, Великобритания — 29 июля 1992, Сент-Асаф, Великобритания) — британский валлийский композитор. Командор Ордена Британской империи (CBE).

## Биография
Родился в Уитланде 1 ноября 1934. В возрасте трёх лет обучился игре на фортепиано. В возрасте пяти лет дебютировал как композитор. В Аберистуитском университете был членом хора Елизаветинских мадригальных певцов, для которого  в 1954 году сочинил «Слава в вышних Богу». Обучался в Королевской академии музыки у Леннокса Беркли. В 1965 году был избран членом-корреспондентом этой академии. В 1968 году Баховским обществом был удостоен Международной музыкальной премии имени Харриет Коэн. С 1970 по 1988 год в звании профессора возглавлял кафедру музыки Бангорского университета.
Его композиции включают большие произведения, в том числе оперу «Слуги» (1980; на либретто «Слуги и Снег» Ирис Мёрдох), три симфонии и три фортепианных концерта. Большая часть его сочинений была написана им в стилистике традиционного англиканского хорала. Одним из известных произведений композитора стал гимн «Пусть люди восхваляют Тебя, о Боже», впервые прозвучавший на свадьбе принца и принцессы Уэльской в июле 1981 года.
В конце 1966 года Матиас написал малую симфонию — «Симфониетту», первоначально названную им «Танцевальной сюитой», для Симфонического оркестра школы Лестершира. Премьера произведения состоялась в зале Де Монфор-холл во время Школьного фестиваля 1967 года в Лестере. Сочинение также вошло в программу тура оркестра по Дании и Германии в конце того же года, а в июле 1967 года под руководством самого композитора была сделана аудиозапись «Симфониетты».
В 1972 году Матиас основал Международный музыкальный фестиваль в Северном Уэльсе и руководил им до своей смерти. Он умер 29 июля 1992 года и похоронен на кладбище Сент-Асафского собора в Сент-Асафе.

## Аудиозаписи
- William Mathias. «A babe is born» — Уильям Матиас. «Дитя рождается» (1971) в исполнении хора под руководством Анри Шале в соборе Парижской Богоматери на Рождество 2016 года.
- William Mathias. «Piano Concerto No. 1 Op. 2» — Уильям Матиас. «Концерт для фортепиано» (1955, рев. 1992); партию фортепиано исполняет Марк Беббингтон; Ольстерский оркестр под руководством Джорджа Васса.
- William Mathias. «Violin Concerto» — Уильям Матиас. «Концерт для скрипки» (1992); партию скрипки исполняет Дьёрдь Паук; оркестр под руководством Чарльза Гровса[англ.].